# 小类麂眼螺
小类麂眼螺（学名：Rissoina bureri），是中腹足目麂眼螺科Rissoina属的一种。主要分布于中国大陆，常栖息在潮间带。